# Димитриос Каракасис
Димитриос Каракасис (на гръцки: Δημήτριος Καρακάσης) е гръцки учен от XVIII век.

## Биография
Роден е около 1734 година в западномакедонския град Сятища, тогава Османската империя, днес Гърция. Учи при видния просвещенски философ Михаил Папагеоргиу, който преподава гръцки, философия и теология. През 1752 година се премества в Германия, където учи латински и немски, медицина, философия и математика. След като получава докторска степен по медицина, отива във Виена, където работи за известно време в болница. След това се завръща в Гърция и се установява най-напред в Лариса, а по-късно в Сятища и Кожани, където се жени. После заминава за Букурещ, където влашкият княз го назначава за лекар на града и болницата „Свети Пантелеймон“. Умира в Букурещ. Каракасис оставя много медицински съчинения, химни и други стихотворения.